# Ліпіна (Підляське воєводство)
Ліпіна (пол. Lipina) — село в Польщі, у гміні Сокулка Сокульського повіту Підляського воєводства.
Населення — 322 особи (2011).
У 1975-1998 роках село належало до Білостоцького воєводства.

## Демографія
Демографічна структура станом на 31 березня 2011 року:
|          | Загалом | Допрацездатний вік | Працездатний вік | Постпрацездатний вік |
| -------- | ------- | ------------------ | ---------------- | -------------------- |
| Чоловіки | 172     | 33                 | 117              | 22                   |
| Жінки    | 150     | 27                 | 79               | 44                   |
| Разом    | 322     | 60                 | 196              | 66                   |